# Umm ar-Rasas
Umm ar-Rasas (în arabă أم الرّصاص), numele antic: Kastron Mefa'a, este situat la 30 km sud-est de Madaba în Guvernoratul Amman în centrul Iordaniei. A fost odată accesibil prin ramuri ale Drumului Regilor, și este situat în regiunea de stepă semi-aridă a deșertului iordanian. Situl a fost asociat cu așezarea biblică Mephaat menționată în Cartea lui Ieremia. Armata romană a folosit situl ca garnizoană strategică, dar mai târziu a fost convertită și locuită de comunități creștine și islamice. În 2004, situl a fost înscris în lista de Locuri din Patrimoniul Mondial UNESCO și este apreciată de arheologi pentru ruinele sale extinse care datează din perioada romană, bizantine, și cuceriri musulmane timpurii. Societatea academică franciscană din Ierusalim, Studium Biblicum Franciscanum (SBF), a efectuat săpături la capătul nordic al sitului în 1986, dar o mare parte din zonă rămâne îngropată sub resturi.

## Istoria timpurie
În special în perioadele timpurii ale epocii bronzului III-IV, ale epocii a II-a a fierului și a epocilor romano-bizantine, populații dense locuiau în regiunile topografice de dincolo de malurile vestice ale Mării Moarte Printre aceste așezări antice, locul Mefalatului a fost menționat în textele biblice ca fiind unul dintre orașele de pe platou pentru a fi condamnat la o mare distrugere (Ieremia 48:21). Multe ramificații ale Drumului Regilor au oferit un mijloc de a ajunge în orașele antice mai îndepărtate, dar traseul principal a servit ca precursor pentru Via Traiana Nova construit de împăratul roman Traian (53-117 d.Hr.). Acest drum cu numeroasele sale ramuri a facilitat călătoriile, iar taberele militare romane au fost stabilite pe parcurs ca o măsură defensivă împotriva atacurilor barbare de peste frontiera deșertului roman cunoscut sub numele de Limes Arabicus. Eusebiu din Cezareea l-a identificat pe Mefaat ca fiind locul de tabără al unei armate romane din apropierea deșertului în Onomasticonul său (K.128:21). De asemenea, excavarea unei biserici bizantine aici a scos la iveală o inscripție care numește zona „Castron Mephaa” susținând în continuare teoria conform căreia um-ar Rasas și Mephaat-ul biblic sunt una și aceeași.

## Mozaicuri

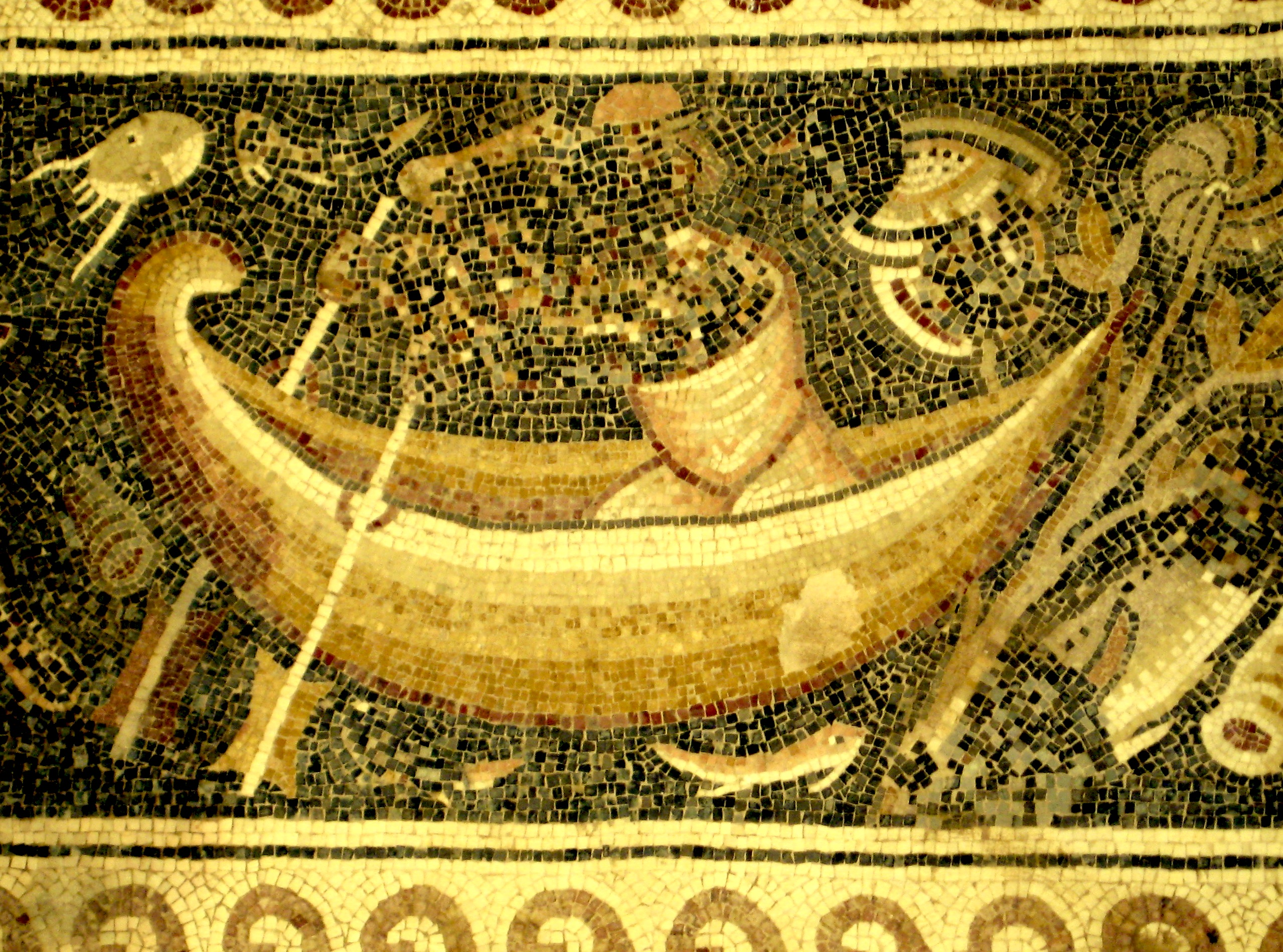
Pescar, jumătatea de sus a figurii șterse

Cea mai importantă descoperire din sit a fost mozaicul de la etajul Bisericii Sf. Ștefan. A fost făcută în 785 (descoperită după 1986). Podeaua din mozaic perfect conservată este cea mai mare din Iordania. Pe panoul central sunt reprezentate scene de vânătoare și pescuit, în timp ce un alt panou ilustrează cele mai importante orașe din regiune, inclusiv Philadelphia (Amman), Madaba, Esbounta (Heshbon), Belemounta (Ma'an), Areopolis (Ar-Rabba), Charac Moaba (Karak), Ierusalim, Nablus, Cezareea și Gaza. Cadrul mozaicului este deosebit de decorativ. Șase maeștri mozaici au semnat lucrarea: Staurachios din Esbus, Euremios, Elias, Constantinus, Germanus și Abdela. La nord de biserica Sf. Ștefan se află o altă podea de mozaic, deteriorată, în biserica episcopului Sergiu (587), anterioară anului 587. Alte patru biserici au fost excavate în apropiere, unele cu urme de decor mozaic.

## Perioada bizantină
Până în secolul al VI-lea d.Hr., apariția pelerinajului a dus la apariția Palestinei care a devenit nucleul lumii creștine, și zeci de bărbați și femei pioși au traversat deșertul căutând locuri cu semnificație scripturală, precum și comuniune cu creatorul lor. Numărul pelerinilor s-a intensificat până în secolul al V-lea d.Hr., iar mulți creștini au ales să se stabilească în deșert înființând comunități monahale. Umm ar-Rasas a fost transformat într-un centru ecleziastic care se mândrește cu numeroase biserici bizantine. Printre descoperirile notabile descoperite la Umm-ar Rasas se numără Biserica Sfântul Ștefan, care prezintă mozaicuri elaborate și sofisticate. Descoperirea inscripțiilor grecești în mozaicuri a confirmat datarea anilor 756-785 d.Hr. Intervalul de date coincide cu perioada Califatului Abbasid de dominație musulmană și demonstrează ocupația creștină mai târzie decât zonele înconjurătoare. Mozaicurile ilustrează viniete municipale cu text explicativ care acoperă o serie de orașe din Palestina, Iordania și de-a lungul Deltei Nilului. Absente din mozaicurile de la Umm ar-Rasas sunt portrete ale principalelor locuri sfinte venerate de pelerini precum Betleemul, Hebronul sau Nazaretul, spre deosebire de Harta Madaba care se găsește în apropiere.

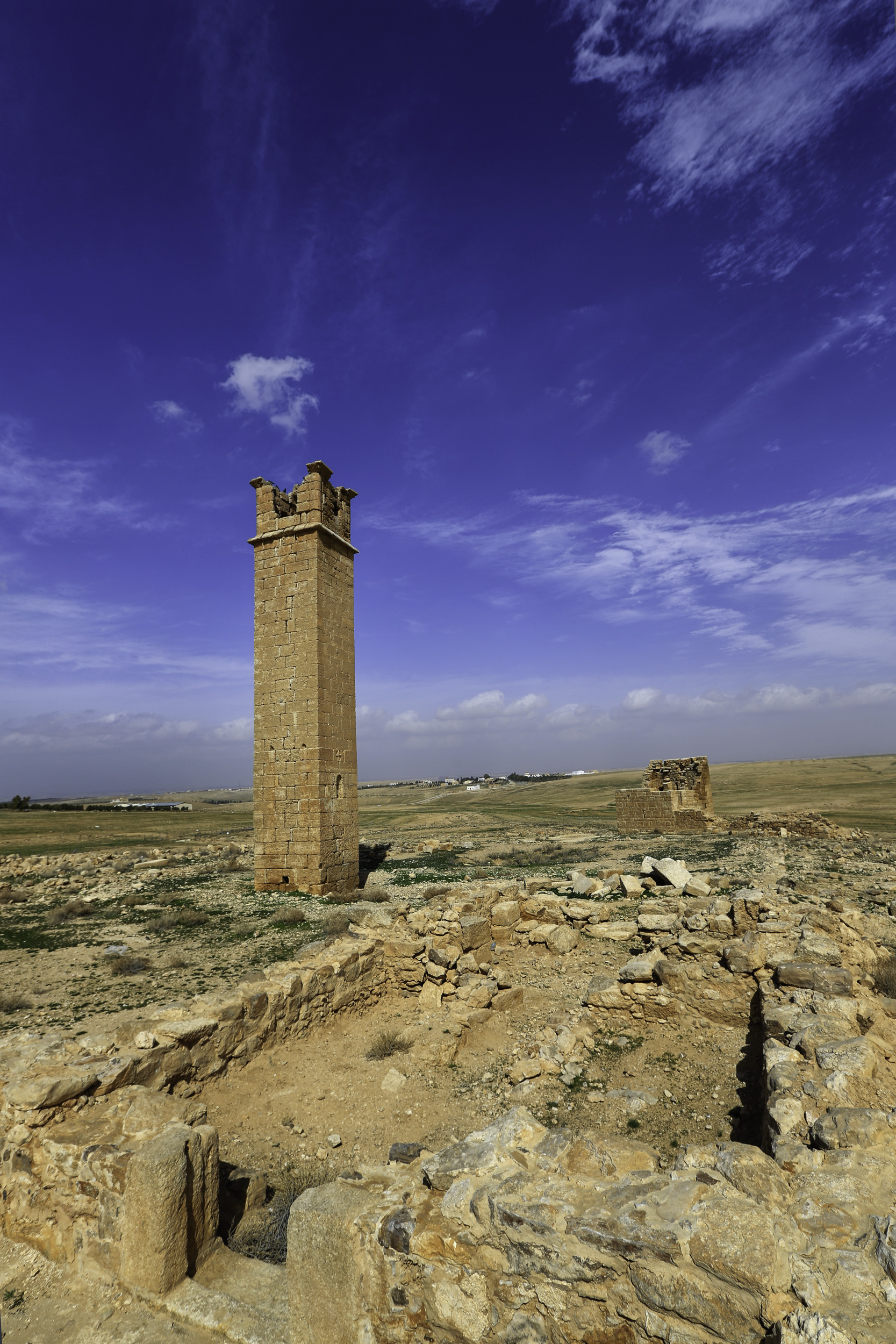
Turnul stâlpnic văzut de departe

### Turnul stâlpnic
Caracteristica proeminentă a Umm ar-Rasas se află la aproximativ 1 milă (1,6 km) la nord de ruinele zidurilor. Interpretată ca fiind un turn stâlpnic, structura ridicată a servit ca o platformă pentru asceții creștini care trăiau în izolare în partea de sus, precum și un altar pentru chemarea la rugăciune. Ornamentat cu simboluri creștine sculptate pe toate cele patru laturi, stâlpul pătrat dăinuie și se vede din depărtare ca dovadă a comunității cândva înfloritoare, stabilită în epoca bizantină ca centru de iluminare spirituală.

## Cucerirea musulmană
Armatele musulmane au pătruns în Palestina în vara anului 634 d.Hr., și au atacat inițial regiuni de-a lungul coastei mediteraneene, inclusiv orașul Gaza Nemulțumiți de controlul bizantin, triburile locale vorbitoare de limbă arabă care trăiau în întinderile deșertului i-au ajutat de bunăvoie pe invadatorii musulmani să-și ușureze cucerirea. Campania eficientă a fost caracterizată de o distrugere limitată, iar multe orașe din Țara Sfântă s-au predat în termeni de dominație musulmană. Multe dintre mănăstirile și bisericile construite de creștinii bizantini au fost în cele din urmă abandonate.

## Galerie

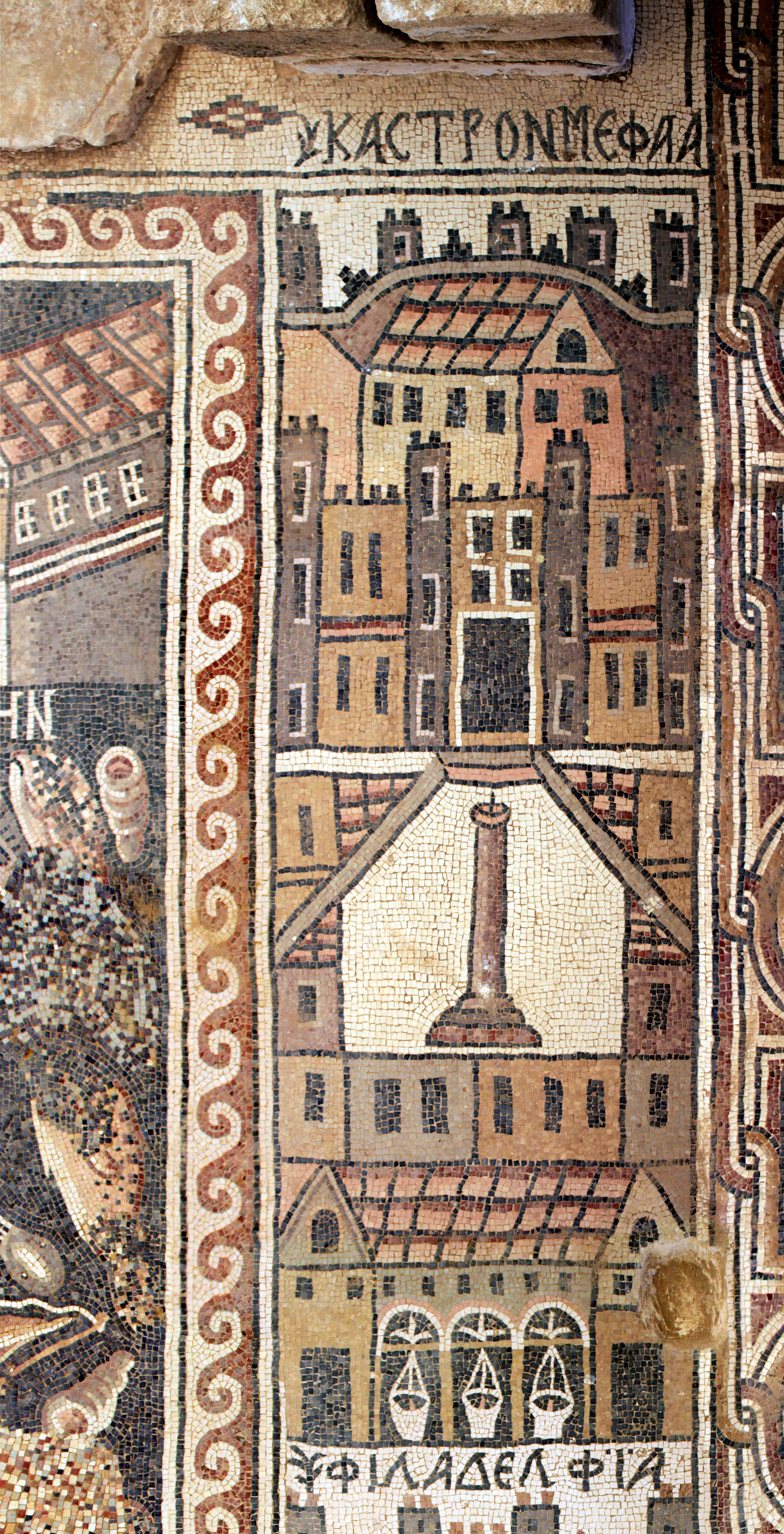
Biserica Sf. Ștefan
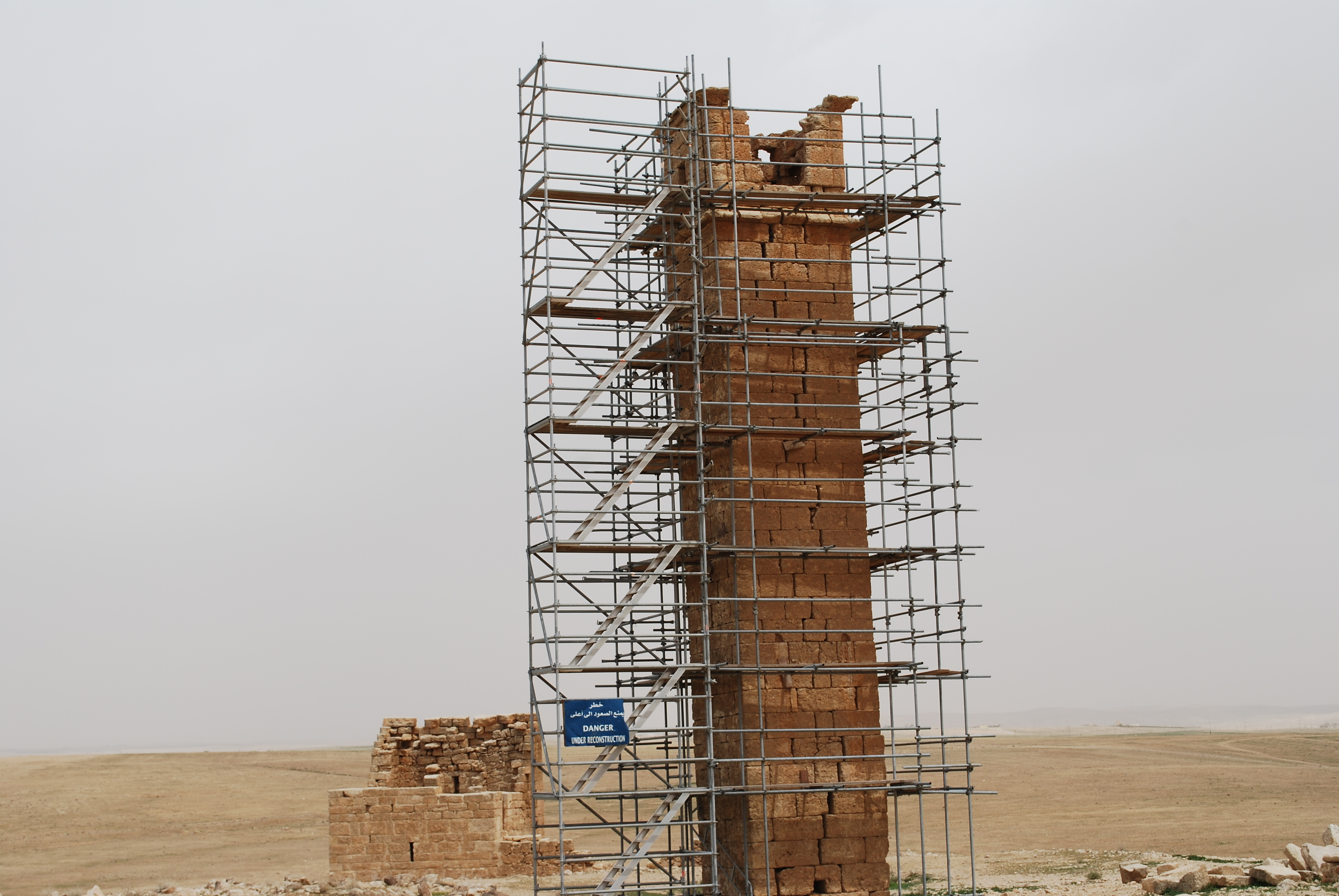
lucrări de restaurare a Turnului în 2017
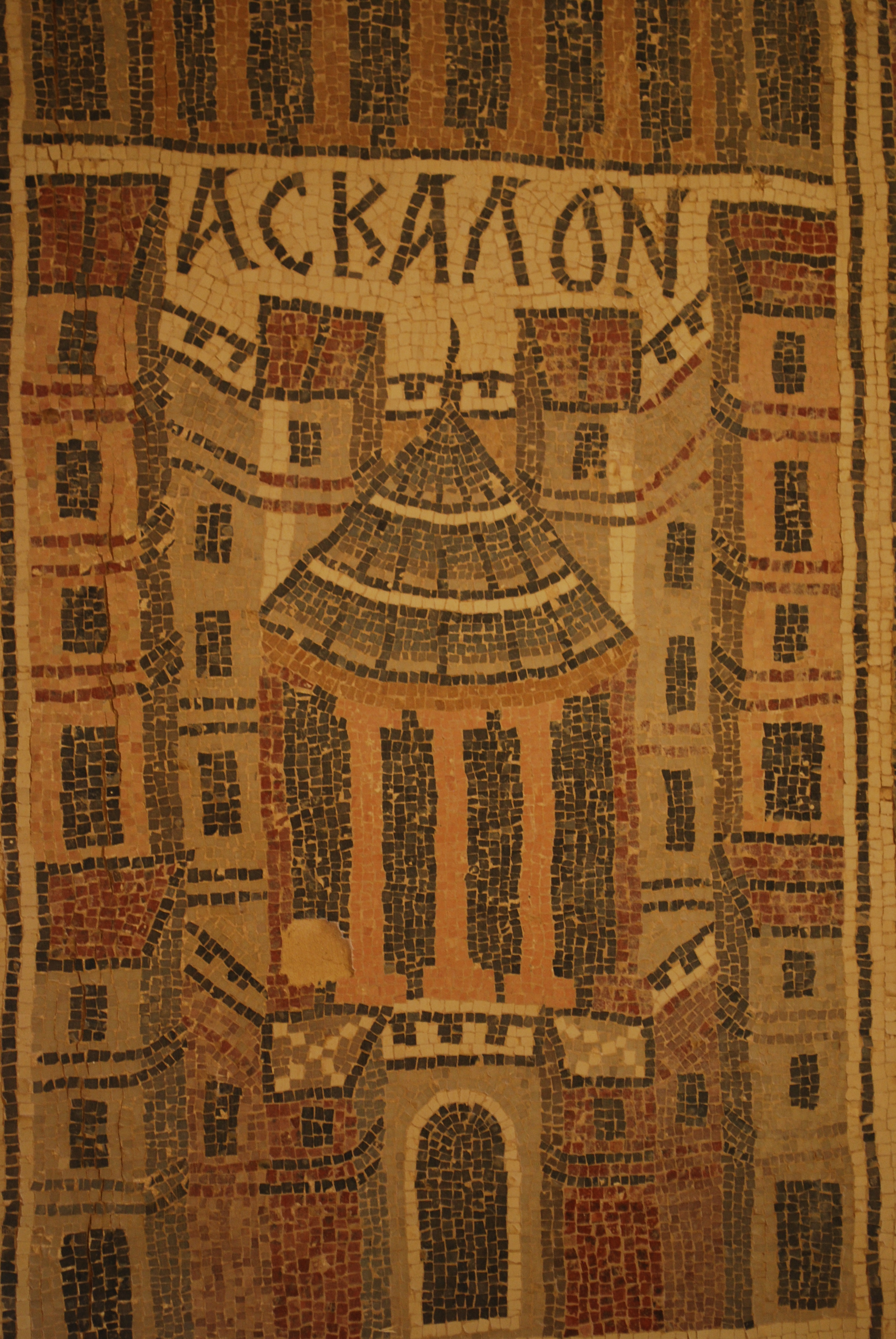
mozaicuri interioare
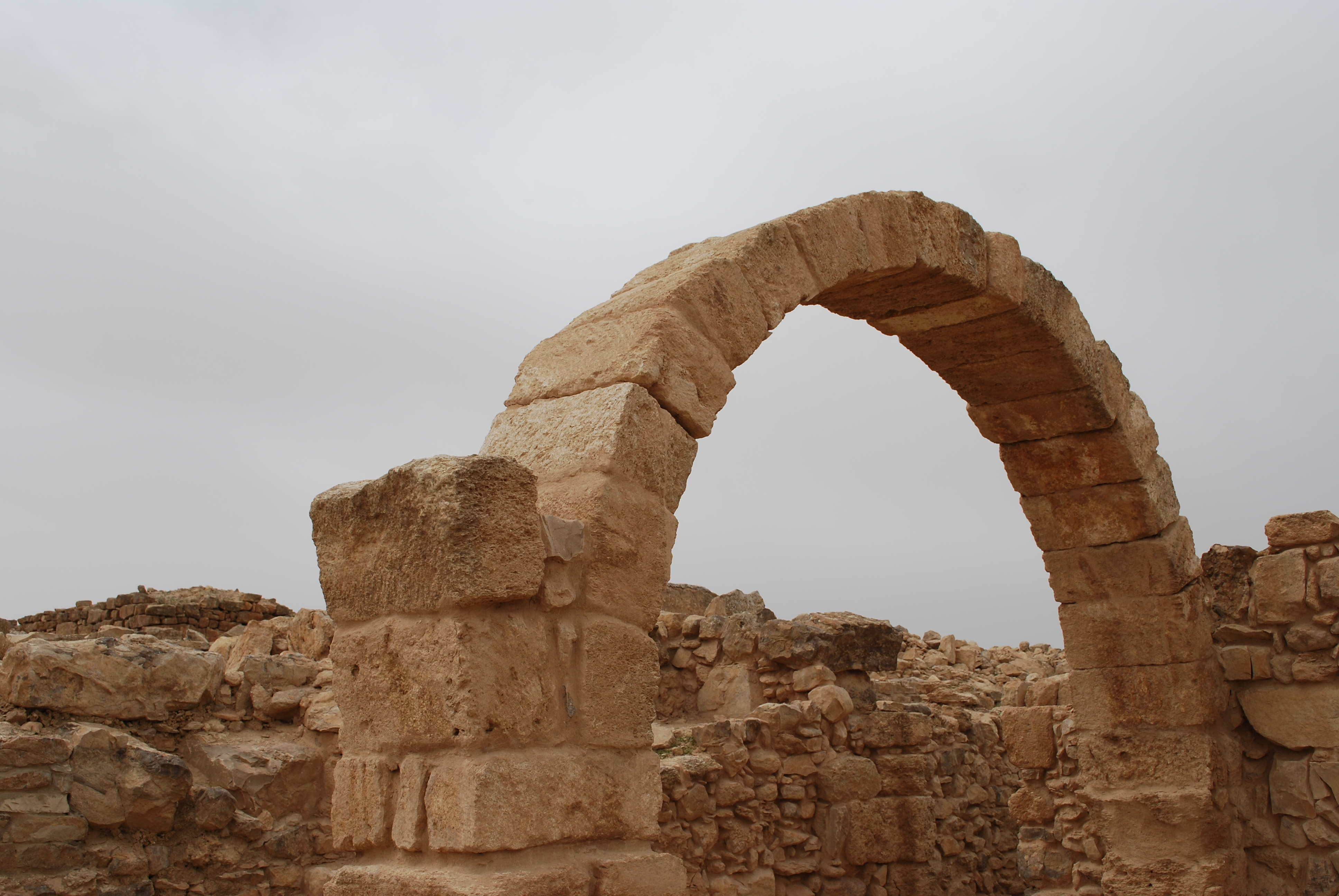
arc dintr-un unghi oblic